# Lloyd John Old
Lloyd John Old (São Francisco, Califórnia, 23 de setembro de 1933 – Nova Iorque, 28 de novembro de 2011) foi um imunologista estadunidense.

## Prêmiações
- 1975 Prêmio William B. Coley
- 1990 Prêmio Robert Koch[2]

## Obras
- Elizabeth Carswell, Lloyd J. Old et al.: An endotoxin-induced serum factor that causes necrosis of tumors. In: PNAS, Volume 72, Nr. 9 , 1975, p. 3666–3670, doi:10.1073/pnas.72.9.3666
- Der Tumornekrosefaktor. In: Spektrum der Wissenschaft, julho de 1988